# Asaccus tangestanensis
Asaccus tangestanensis — вид геконоподібних ящірок родини Phyllodactylidae. Ендемік Ірану. Описаний у 2011 році.

## Поширення і екологія
Вид поширений на півдні гір Загрос, в остані Бушир. Живе серед скель і в печерах.